# Grob G 120TP
Grob G 120TP, som premiärflög 2010, är ett lågvingat tvåsitsigt turbopropflygplan med marschfart på 380 km/h, byggt av Grob Aircraft. Det är ett kombinerat skol- och aerobaticflygplan, där flygkroppen består av glasfiberförstärkt plast med vingar av kolfiberkomposit. Det är baserat på skolflygplanet Grob G 120A och har utvecklats för både civilt och militärt ändamål. Flygplanet har infällbart landningsställ.

## Användare
Första kunden var Indonesiens flygvapen. EASA del 23 typcertifikation slutfördes i maj 2013.
Grob G 120TP används av många länders flygvapen, t ex Tyskland, Storbritannien, USA, Indonesien, Jordanien, Etiopien, Bangladesh, Mexiko, Myanmar, Kenya, Ecuador och Argentina (Finland version G 115).

### Sverige
I maj 2021 utsåg försvarets materielverk i Sverige Grob G 120TP som grundläggande skolflygplan för Försvarsmakten, betecknat SK 40, med leverans från 2023. Sju exemplar är beställda, plus en simulator och kringutrustning, med option på inköp av fler flygplan. I december 2022 beställde FMV tre plan till.
I början av april 2023 levererades de tre första planen.